# Roine (sjö)
Roine är en sjö i kommunerna Pälkäne och Kangasala i landskapet Birkaland i Finland. Sjön ligger 84,2 meter över havet. Den är 38,04 meter djup. Arean är 54,59 kvadratkilometer och strandlinjen är 195,21 kilometer lång. Den ligger omkring 13 km sydöst om Tammerfors och omkring 130 km norr om Helsingfors. 

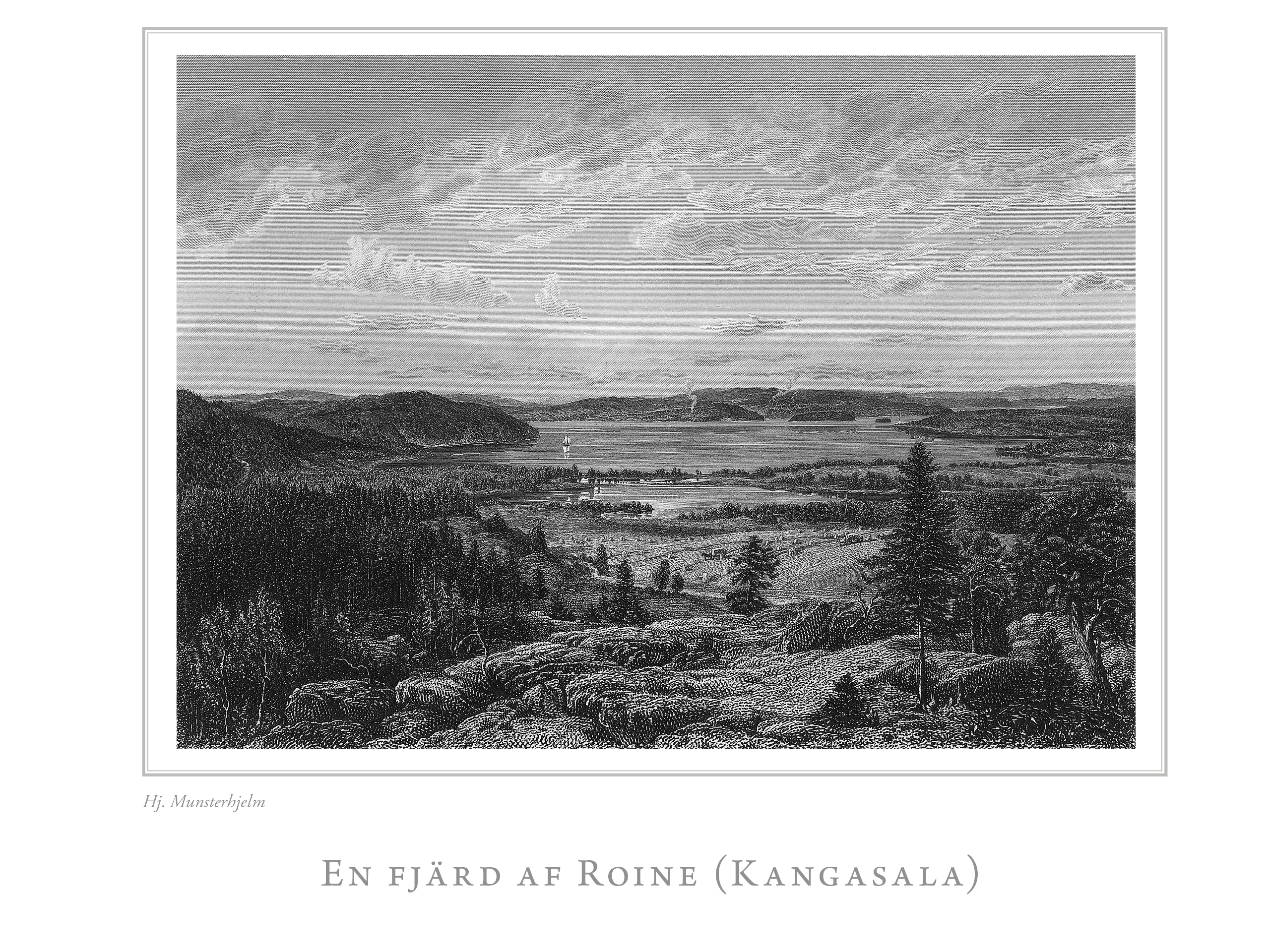
Roine illustrerad på 1800-talet i En resa i Finland

Roine nämns i Zacharias Topelius dikt En sommardag i Kangasala.